# Kazimierz Florian Czartoryski
Kazimierz Florian Czartoryski (en Lituanien: Kazimieras Florijonas Čartoriskis), né en 1620 à Klevan, mort le 15 mai 1674 à Varsovie, est un prince polonais et lituanien de la famille Czartoryski, archevêque de Gniezno et primat de Pologne.

## Biographie
Il est le fils aîné de Mikołaj Jerzy Czartoryski et d'Izabela Korecka.
Il obtient son doctorat en théologie à Rome. Il est évêque de Poznań en 1650, secrétaire du roi Ladislas IV Vasa en 1651, évêque de Cujavie en 1655.
Pendant le déluge, il se réfugie en Silésie auprès du roi Jean II Casimir Vasa, où il demeure jusqu'en juillet 1657.
Le 15 avril 1673, il succède à Mikołaj Prażmowski (pl) comme archevêque de Gniezno et primat de Pologne.
Il décède à Varsovie, le 15 mai 1674.

## Sources
- (pl) Cet article est partiellement ou en totalité issu de l’article de Wikipédia en polonais intitulé « Kazimierz Florian Czartoryski » (voir la liste des auteurs).